# سیارک ۱۸۰۹۹
سیارک ۱۸۰۹۹ (به انگلیسی: 18099 Flamini، نامگذاری:2000LD27) هجده هزار و نود و نهمین سیارک کشف شده‌است که در ۶ ژوئن ۲۰۰۰ کشف شد.
قدر مطلق سیارک برابر ۲۳.۴ است.